# 李文慧
李文慧（1957年7月—），男，河南林州人，中华人民共和国政治人物。新乡师范学校毕业，澳门公开大学工商管理专业硕士研究生学历。

## 生平
1975年8月参加工作。早年为河南省延津县秦庄下乡知青；后在河南省延津县知青办工作。1978年入河南省新乡师范学校学习，1982年8月入党。毕业后任河南省原阳县福宁集公社团委书记、管委会副主任；后升任共青团原阳县委书记。1983年底出任河南省原阳县郭庄乡、靳堂乡党委书记。1985年调往共青团中央，任青农部主任干事。1987年，任共青团河南省委青农部主任干事，机关党委副书记，办公室副主任，宣传部副部长、部长，办公室主任；1994年升任共青团河南省委副书记、党组成员。1998年1月当选为政协河南省委常委，兼工青妇委员会副主任，同时担任省贸易厅副厅长、党组成员；同年10月任中共信阳市委常委、组织部部长。2001年4月，任中共信阳市委副书记。2001年9月，调任中共洛阳市委副书记、组织部部长。2004年2月，任中共三门峡市委副书记、市人民政府代市长；同年4月任市长。2008年，当选全国人大代表。2008年3月，升任中共三门峡市委书记。2011年5月，任中共南阳市委书记。2013年1月，当选为第十二届河南省人大常委会副主任。2015年1月，任中共河南省委常委、秘书长。2016年11月，不再担任中共河南省委常委。2017年1月，卸任省委秘书长，当选河南省人大常委会副主任。2018年2月24日，当选为第十三届全国人大代表。2021年1月，因年龄到期辞去河南省人大常委会副主任职务。